# Teatrul „Toma Caragiu” din Ploiești
Teatrul „Toma Caragiu” din Ploiești este un teatru din Ploiești. Sala de spectacole a teatrului are 250 locuri. În 2022, este condus de directorul general Rus C. Mihaela și aparține de Consiliul Local al Municipiului Ploiești.

## Istorie

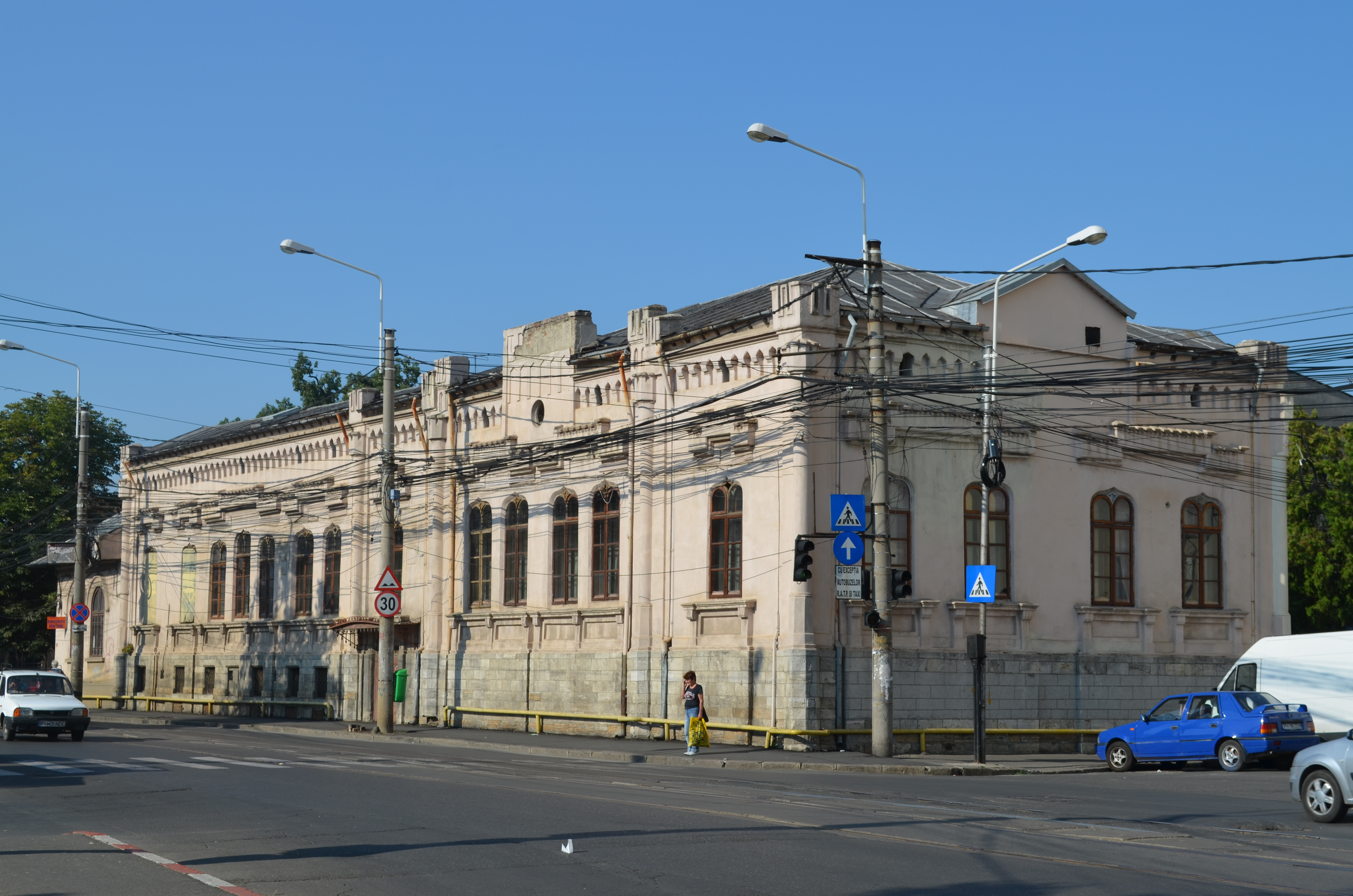
Casa Avram Ergas Mamaciu, azi Teatrul pentru copii "Ciufulici"

Inginerul Ionescu Boroaia și evreul Elias I. Heimsohn au investit în clădirea unui teatru-cinema modern. Au cumpărat o parcelă lungă pe Strada Dr. Radovici (actuala Stradă Toma Caragiu), între casa Mișu și Sala Universel, iar proiectul a fost încredințat arhitectului Toma T. Socolescu. Construcția teatrului a început în 1927. Ionescu-Boroaia s-a retras din afacere, locul său fiind luat de comerciantul Gheorghe Bogdan. Bogdan și Heimsohn au urgentat lucrările, iar noua clădire a fost inaugurată la 23 februarie 1928 ca Teatrul-Cinematograf Odeon.
După Al Doilea Război Mondial, în 1950, s-a numit Teatrul Rodina (patrie în limba rusă). Redeschiderea oficială a avut loc în 1957, cu Toma Caragiu ca director al teatrului din 1953, iar capacitatea a fost mărită la 600 de locuri. În perioada comunistă, pe fațada originală a teatrului Odeon era scris „Teatrul de Stat”. După 1989 a fost redenumit Teatrul „Toma Caragiu”.
În prezent, are trei secții: Drama, Revista și Animație.
A organizat spectacole ca My Fair Lady sau Job Interviews (de Petr Zelenka, regia Alexandru Mâzgăreanu) la Teatrul Odeon din București (în sala Majestic).

## Directori
- Nicolae Kirițescu (1949–1953)
- Toma Caragiu (1953–1965)
- Emil Mandric (1965–1968)
- Marian Grațian (1968–1971)
- Marcel Anghelescu (vara 1971 – 1973)
- Corneliu Revent (1974–1984)
- Harry Eliad (1984–1988)
- Dan Ioan Nicolescu (1988–1991)
- Lucian Sabados (1991 – toamna 2012)
- Raluca Nicolescu (martie 2013 – ianuarie 2016)
- Mihaela Rus (ianuarie 2016 – prezent)

## Actori
- Zephi Alșec
- Adrian Ancuța
- Dragoș-Maxim Galbăn
- Toma Caragiu
- Mihai Coadă
- Constantin Cojocaru
- Anca Dumitra
- Fory Etterle
- Bogdan Farcaș
- George Liviu Frâncu
- Simona Mihăescu
- Ecaterina Nazare
- Nouria Nouri
- Daniela Răduică
- Ada Simionica
- Cosmin Șofron
- Niculae Urs
- Dana Vulc

## Regizori
- Radu Afrim
- Alexandru Dabija

## Adresa instituției
- Adresă: Strada Toma Caragiu 13, Ploiești 107071
- Telefon: 0244 546 431